# موشيه رومانو
موشيه رومانو (بالعبرية: משה רומנו‏) (مواليد 6 مايو 1946) هو لاعب كرة قدم. يلعب مع منتخب إسرائيل لكرة القدم. سبق له أن لعب في كأس العالم لكرة القدم مع منتخب بلاده.

## روابط خارجية
- موشيه رومانو على موقع الاتحاد الدولي (مؤرشف)  (الإنجليزية)
- موشيه رومانو على موقع قاعدة بيانات كرة القدم.إي يو (الإنجليزية)
- موشيه رومانو على موقع ناشيونال فوتبول تيمز (الإنجليزية)